# 大百尺镇
大百尺镇，是中华人民共和国河北省保定市蠡县下辖的一个乡镇级行政单位。

## 行政区划
大百尺镇下辖以下地区：
大百尺村、百东村、百中村、百西村、魏家佐村、南介河村、北介河村、荣家营村、大柳树村、南许村、高家庄村、太恒庄村、太白庄村、太合庄村、太平庄村、南齐村、南玉田村、中玉田村、北玉田村、荆邱村、握钮庄村和陵阳村。